# Alexander Siddig
Alexander Siddig, pseudonimo di Ṣiddīq aṭ-Ṭāhir al-Fāḍil aṣ-Ṣiddīq ʿAbd ur-Raḥman Muḥammad ʾAḥmad ʿAbd ul-Karīm al-Mahdī (in arabo: صديق الطاهر الفاضل الصديق عبد الرحمن محمد أحمد عبد الكريم المهدي; Omdurman, 21 novembre 1965), è un attore britannico di origini sudanesi.
È conosciuto soprattutto per avere interpretato Julian Bashir nella serie televisiva di fantascienza Star Trek: Deep Space Nine.

## Biografia
Cresciuto in Gran Bretagna, Siddig è nato ad Omdurman, nel Sudan, il 21 novembre del 1965 da padre sudanese, Tahir al-Mahdi, un discendente del condottiero e capo religioso nubiano Muhammad Ahmad, nonché fratello del capo religioso e politico Sadiq al-Mahdi (il quale ricoprì la carica di primo ministro del Sudan per due volte: la prima tra il 1966 e il 1967 e la seconda dal 1986 al 1989, anno della sua destituzione), e da madre inglese, Gloria Taylor, sorella maggiore dell'attore Malcolm McDowell.
Nel 1993 entra a far parte del cast della serie televisiva di fantascienza del franchise di Star Trek, Star Trek: Deep Space Nine, in cui interpreta il dottore della stazione spaziale Deep Space Nine Julian Bashir. Riprenderà il medesimo ruolo in un episodio della serie televisiva Star Trek: The Next Generation e in alcuni videogiochi del franchise, prestano la voce alla sua controparte digitale.
Dal 2017 al 2018 entra a far parte del cast della serie televisiva Gotham, prequel delle avventure di Batman, nel quale impersona il cattivo Ra's al Ghul.

## Vita privata
Siddig è stato sposato con l'attrice Nana Visitor dal 1997 al 2001 con la quale ha avuto un figlio.

## Filmografia parziale

### Attore

#### Cinema
- Sammy e Rosie vanno a letto (Sammy and Rosie Get Laid), regia di Stephen Frears (1987)
- Vertical Limit, regia di Martin Campbell (2000)
- Il regno del fuoco (Reign of Fire), regia di Rob S. Bowman (2002)
- Le crociate - Kingdom of Heaven (Kingdom of Heaven), regia di Ridley Scott (2005)
- Syriana, regia di Stephen Gaghan (2005)
- Nativity (The Nativity Story), regia di Catherine Hardwicke (2006)
- L'ultima legione (The Last Legion), regia di Doug Lefler (2007)
- Doomsday - Il giorno del giudizio (Doomsday), regia di Neil Marshall (2008)
- Cairo Time, regia di Ruba Nadda (2009)
- Scontro tra titani (Clash of the Titans), regia di Louis Leterrier (2010)
- Miral, regia di Julian Schnabel (2010)
- Intrigo a Damasco (Inescapable), regia di Ruba Nadda (2012)
- Il quinto potere (The Fifth Estate), regia di Bill Condon (2013)
- Submergence, regia di Wim Wenders (2017)
- City of Crime (21 Bridges), regia di Brian Kirk (2019)
- Skylines (Skylin3s), regia di Liam O'Donnell (2020)
- Deliver Us, regia di Lee Roy Kunz e Cru Ennis (2023)

#### Televisione
- A Dangerous Man: Lawrence After Arabia – film TV (1992)
- The Big Battalions – miniserie TV, 4 puntate (1992)
- Star Trek: Deep Space Nine – serie TV, 173 episodi (1993-1999) - Julian Bashir
- Star Trek: The Next Generation – serie TV, episodio 6x16 (1993)
- Spooks – serie TV, episodio 2x02 (2003)
- The Hamburg Cell – film TV (2004)
- Poirot – serie TV, episodio 10x02 (2005)
- Hannibal - film TV (2006)
- 24 – serie TV, 7 episodi (2007)
- Merlin – serie TV, episodio 1x10 (2008)
- Doctor Who – serie TV, 2 episodi (2008)
- Waking The Dead – serie TV, 2 episodi (2009)
- Primeval – serie TV, 13 episodi (2011)
- Falcón - miniserie TV, puntata 1 (2012)
- Da Vinci's Demons – serie TV, 13 episodi (2013-2015)
- Atlantis – serie TV, 8 episodi (2013-2015)
- Il Trono di Spade (Game of Thrones) – serie TV, 5 episodi (2015-2016)
- Tut - Il destino di un faraone (Tut) – miniserie TV, 3 puntate (2015)
- Peaky Blinders – serie TV, 6 episodi (2016)
- Gotham – serie TV, 24 episodi (2017-2019)
- Deep State – serie TV, 7 episodi (2019)
- The Spy – serie TV, 3 episodi (2019)
- Alone Together: A DS9 Companion – serie TV, 10 episodi (2020-2023)
- Fondazione (Foundation) – serie TV (2021-2025)
- Shantaram – serie TV, 12 episodi (2022)

### Doppiatore
- Titanic Explorer (1997)
- Star Trek: Deep Space Nine - The Fallen - videogioco (2000) - Julian Bashir
- I Griffin (The Family Guy, 2006)
- Star Trek Online - videogioco (2010) - Julian Bashir
- Star Wars: The Bad Batch - serie TV (2021)

## Doppiatori italiani
Nelle versioni in italiano delle opere in cui ha recitato, Alexander Siddig è stato doppiato da:
- Roberto Pedicini in 24, Da Vinci's Demons, Atlantis
- Fabio Boccanera in Le crociate - Kingdom of Heaven, Primeval
- Christian Iansante in Scontro tra titani, Gotham
- Massimo Lodolo in Poirot: Carte in tavola
- Sandro Acerbo in Nativity
- Claudio Beccari in Star Trek: Deep Space Nine (episodio pilota)
- Gianni Bersanetti in Star Trek: Deep Space Nine
- Massimo Bitossi in L'ultima legione
- Corrado Conforti in Star Trek: The Next Generation
- Loris Loddi in Syriana
- Francesco Prando in Doomsday - Il giorno del giudizio
- Simone D'Andrea ne Il Trono di Spade
- Mario Cordova in Submergence
- Oreste Baldini in City of Crime
- Alberto Bognanni in Fallen

Da doppiatore è sostituito da:
- Roberto Fidecaro in Star Wars: The Bad Batch